# فیلیبرتو آسکوی
فیلیبرتو آسکوی (به اسپانیایی: Filiberto Azcuy‎؛ زادهٔ ۱۳ اکتبر ۱۹۷۲) کشتی‌گیر پیشین اهل کوبا است که در دسته‌های وزنی سبک‌وزن کشتی فرنگی فعالیت می‌کرد. او مدال طلای دو دورهٔ بازی‌های المپیک در ۱۹۹۶ آتلانتا و ۲۰۰۰ سیدنی کسب کرد و نیز برندهٔ یک مدال طلا (۲۰۰۱)، یک نقره (۱۹۹۸) و سه برنز (۱۹۹۵، ۱۹۹۷، ۲۰۰۲) از مسابقات قهرمانی کشتی جهان است. آسکوی در قارهٔ آمریکا هم دو مدال طلا (۱۹۹۵، ۲۰۰۳) و یک مدال نقره (۱۹۹۹) بازی‌های پان امریکن را کسب کرده است.
کسب هشت مقام قهرمانی مسابقات قهرمانی کشتی پان امریکن از دیگر افتخارات این کشتی‌گیر کوبایی است. آسکوی در المپیک ۲۰۰۴ آتن هم شرکت کرد که به مقام هشتم رسید.